# Hennickendorf (Rüdersdorf bei Berlin)
Hennickendorf ist ein Ortsteil der Gemeinde Rüdersdorf bei Berlin im Landkreis Märkisch-Oderland (Brandenburg), hat ungefähr 3.300 Einwohner und liegt etwa 16 Kilometer östlich der Stadtgrenze Berlins.

## Allgemeines und Geschichtliches
Der Ort wurde erstmals 1375 im Landbuch der Mark Brandenburg als „Henckendorpp“ erwähnt. Damals gehörten 34 Hufen zum Dorf, von denen der Pfarrer 4 besaß. Außerdem werden 7 Kossäten, ein Krug (eine Schenke) und eine Fischerei genannt. Die Abgaben bestanden aus Roggen, Gerste, Hafer, Geld und Hühnern. Bevor Hennickendorf in Folge der Reformation (Kirchenreform 1574) in die Hände des brandenburgischen Kurfürsten Joachim II. gelangte, gehörte der Ort dem Kloster Zinna. Der Bullenwinkel, ein nahegelegenes Wald- und Wiesengebiet, war in der Zeit des Dreißigjährigen Krieges ein geschützter Zufluchtsort für Hennickendorfs Bewohner. Zu Beginn des 20. Jahrhunderts wurde das Leben vor allem durch die florierende Ziegelindustrie in Hennickendorf und durch den Kalksteintagebau in Rüdersdorf geprägt. Um das Baumaterial und Personen zu befördern, wurde im Jahre 1896 die Eisenbahnverbindung Strausberg-Hennickendorf-Herzfelde eröffnet. Da sich aber viele Arbeiter aufgrund der zeitraubenden Anfahrt entschlossen, ihren Wohnsitz an die Ufer der beiden Stienitzseen zu verlegen, wurde diese Eisenbahnstrecke letztmals 1962 stillgelegt. Innerhalb kurzer Zeit entstanden die Wohnsiedlungen Gartenstadt, Rehfelder Weg, Herzfelder Straße und Lindenweg, sowie in den 1960er bis 1980er Jahren das heutige Wohngebiet Albrecht Thaer. Nach 1990 wurden auf dem Gelände des ehemaligen Pappelhains das neue Wohngebiet Herzfelder Weg und mit günstiger Lage zur Bundesstraße 1 (2 km) und zur A 10 (Berlin-Hellersdorf, 5,8 km) das 13 Hektar große Gewerbegebiet „Pappelhain“ erschlossen. Seit dem 26. Oktober 2003 gehört Hennickendorf zur Gemeinde Rüdersdorf bei Berlin.

## Ehemaliges Gemeindewappen
| Wappen von Hennickendorf | Blasonierung: „Die zwei Wellenflanken symbolisieren die Lage zwischen zwei Seen. Das Hauptmotiv bildet der Wachtelturm, der zugleich das Wahrzeichen ist. Das Wappen wurde vom Heraldiker Frank Diemar gestaltet.“ |
| Wappen von Hennickendorf | |

## Sehenswürdigkeiten und Kultur

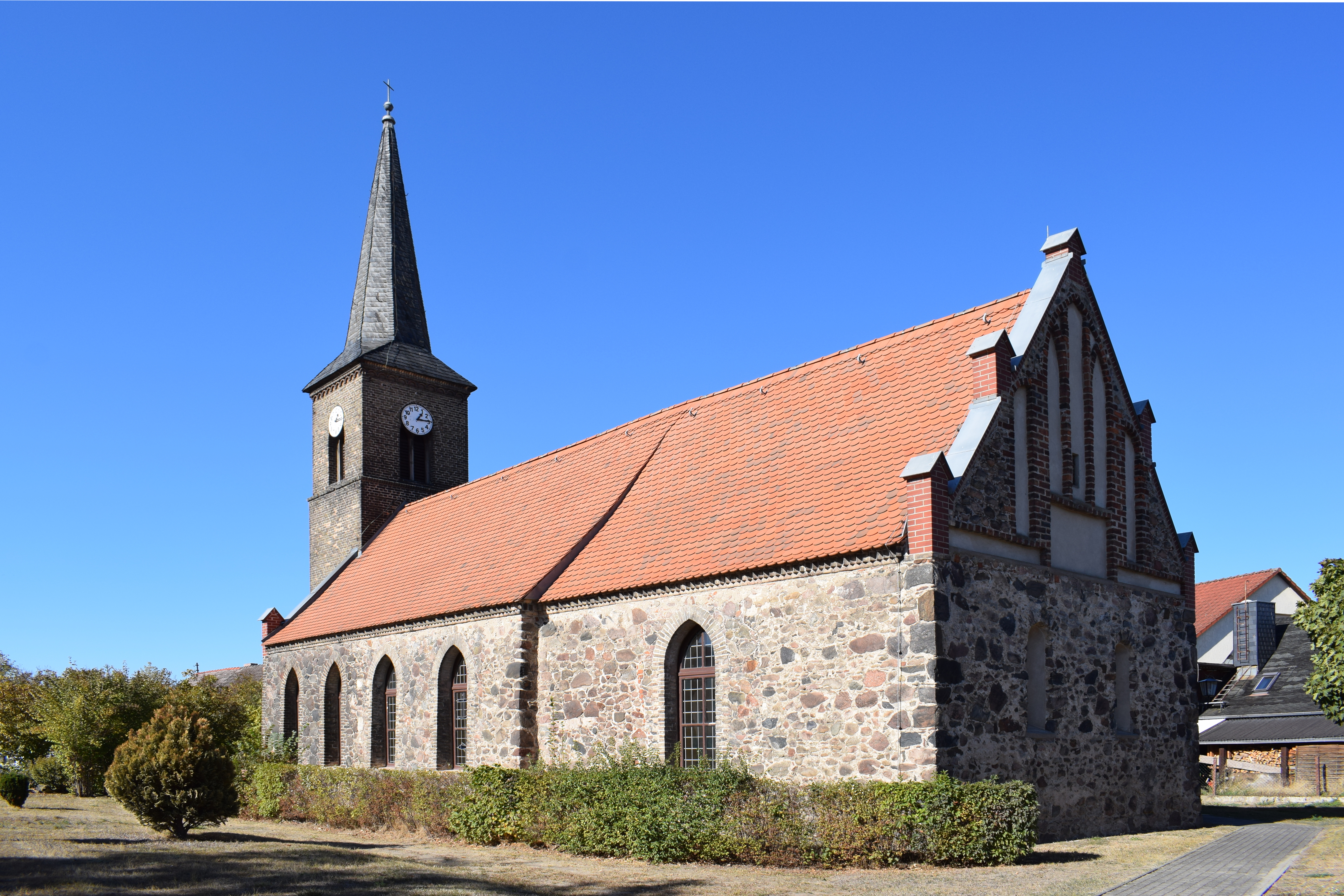
Dorfkirche

- Die Dorfkirche, ein spätmittelalterlicher Feldsteinbau mit leicht eingezogenen Rechteckchor, stammt in ihren ältesten Bauteilen aus der um 1250 erbauten Wehrkirche. Die schmalen, hochgelegenen Fenster sind wie Schießscharten in die dicken, aus behauenen Granitsteinen bestehenden Mauern eingelassen, die Grundmauern bestehen aus Kalkstein. Von etwa 1540 bis 1578 war sie ein katholisches Gotteshaus. Im 21. Jahrhundert ist nur noch ein geringer Teil als ursprüngliche Zisterzienserkirche erkennbar. Sie wurde 1863 durchgreifend erneuert und erhielt an der westlichen Giebelwand einen quadratischen Turm in neugotischen Formen aus Backstein.[4] Die Sakristei entstand 1911. Während des Zweiten Weltkrieges mussten die Glocken abgeliefert werden, nach dem Krieg wurden 3 neue durch die Glockengießerei Voss gegossen. Der Kanzelaltar wurde 1962 wegen Wurmbefall abgerissen. Nach seiner Restaurierung wurde am 15. Dezember 1996 ein barocker Hattenkerell-Schnitzaltar von 1720 aus Küstrinchen geweiht. Die Orgel mit acht Registern wurde 1876/1877 von Albert Lang aus Berlin erbaut. Die Prospektpfeifen aus Zinn, die 1917 für kriegsbedingt abgegeben werden mussten, wurden durch Zinkpfeifen ersetzt. 1999 wurde der Dachstuhl erneuert, 2001 ein Gemeinderaum angebaut und 2008 die Eingangstür sowie die Fenster restauriert.
- Von einem bronzezeitlichen Siedlungsplatz am nordöstlichen Ufer des großen Stienitzsees stammt das Kreuzattaschenbecken von Hennickendorf.
- Gedenkstätte für die Opfer von Krieg und Gewalt in der Ernst-Thälmann-Straße. (Das Denkmal für die Opfer des Faschismus befand sich ehemals am Rosa-Luxemburg-Platz.)

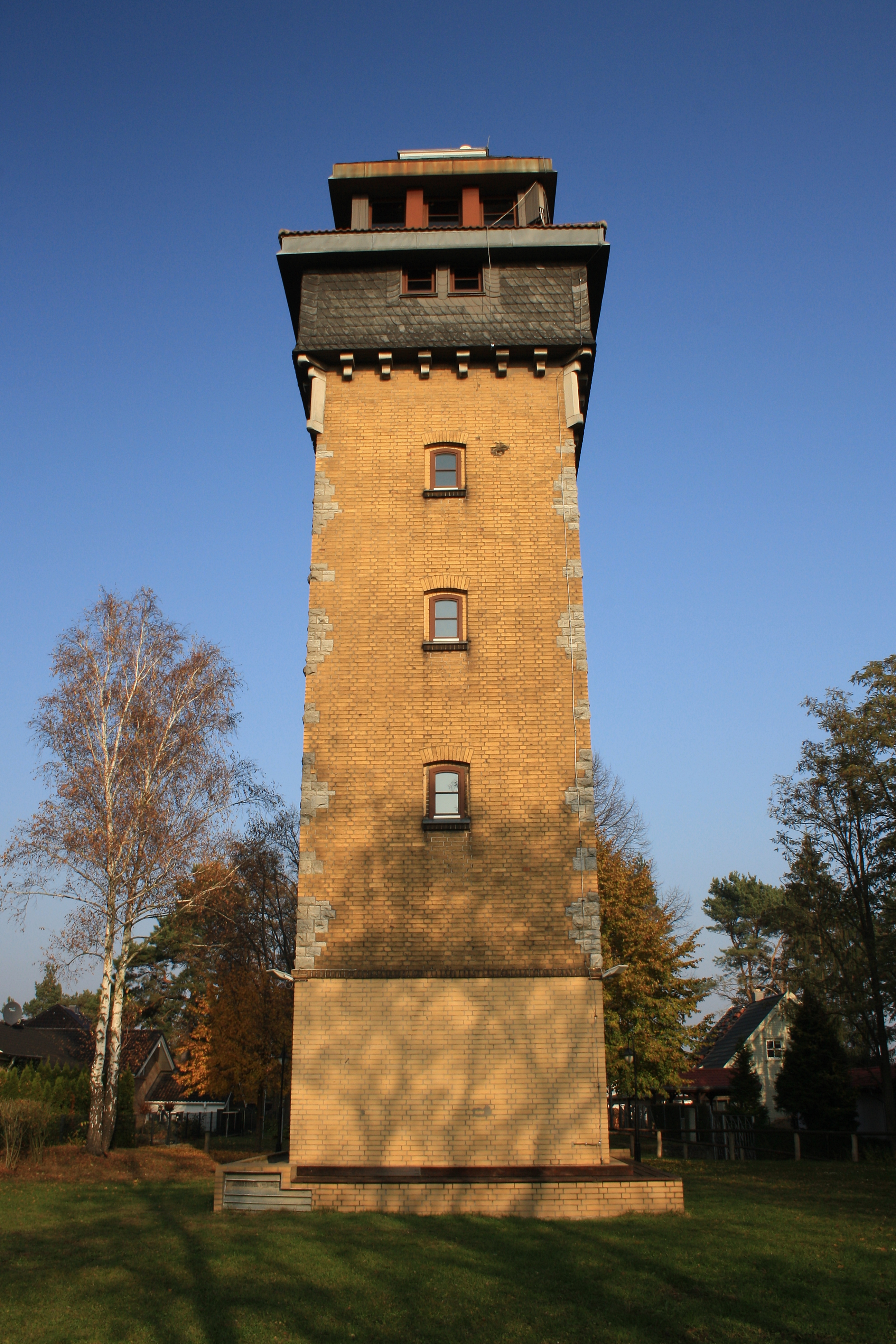
Wachtelturm

- Das Wahrzeichen Hennickendorfs und eins der sechs eingetragenen Denkmäler des Ortes ist der 1938 bis 1940 erbaute und 28 Meter hohe Wachtelturm auf dem Wachtelberg, der auch auf dem Wappen Hennickendorfs zu sehen ist und seit 2012 zum Verlauf des 66-Seen-Wanderweges gehört. Ursprünglich wurde er als Feuerwehrübungs- und Schlauchtrocknungsturm geplant, die Grundsteinlegung fand am 24. Juli 1938 anlässlich des 30-jährigen Bestehens der Freiwilligen Feuerwehr Hennickendorf statt. Der Wachtelturm wurde nach seiner Sanierung am 25. Juni 1994 anlässlich des 3. Wachtelbergfestes vom damaligen Bürgermeister Wolfgang Paschke wieder der Öffentlichkeit als Aussichtsturm zugänglich gemacht. Von der Aussichtsplattform, die über 96 Stufen zu erreichen ist, besteht bei klarer Sicht eine Fernsicht bis zum Berliner Fernsehturm.
- Die Hennickendorfer Mühle entstand im Jahr 1798 als Walkmühle. 1848 brannte das Bauwerk ab und wurde 10 Jahre später wiederaufgebaut.
- In der Turbinenhalle am Stienitzsee finden zahlreiche Veranstaltungen statt. Turbinenhalle

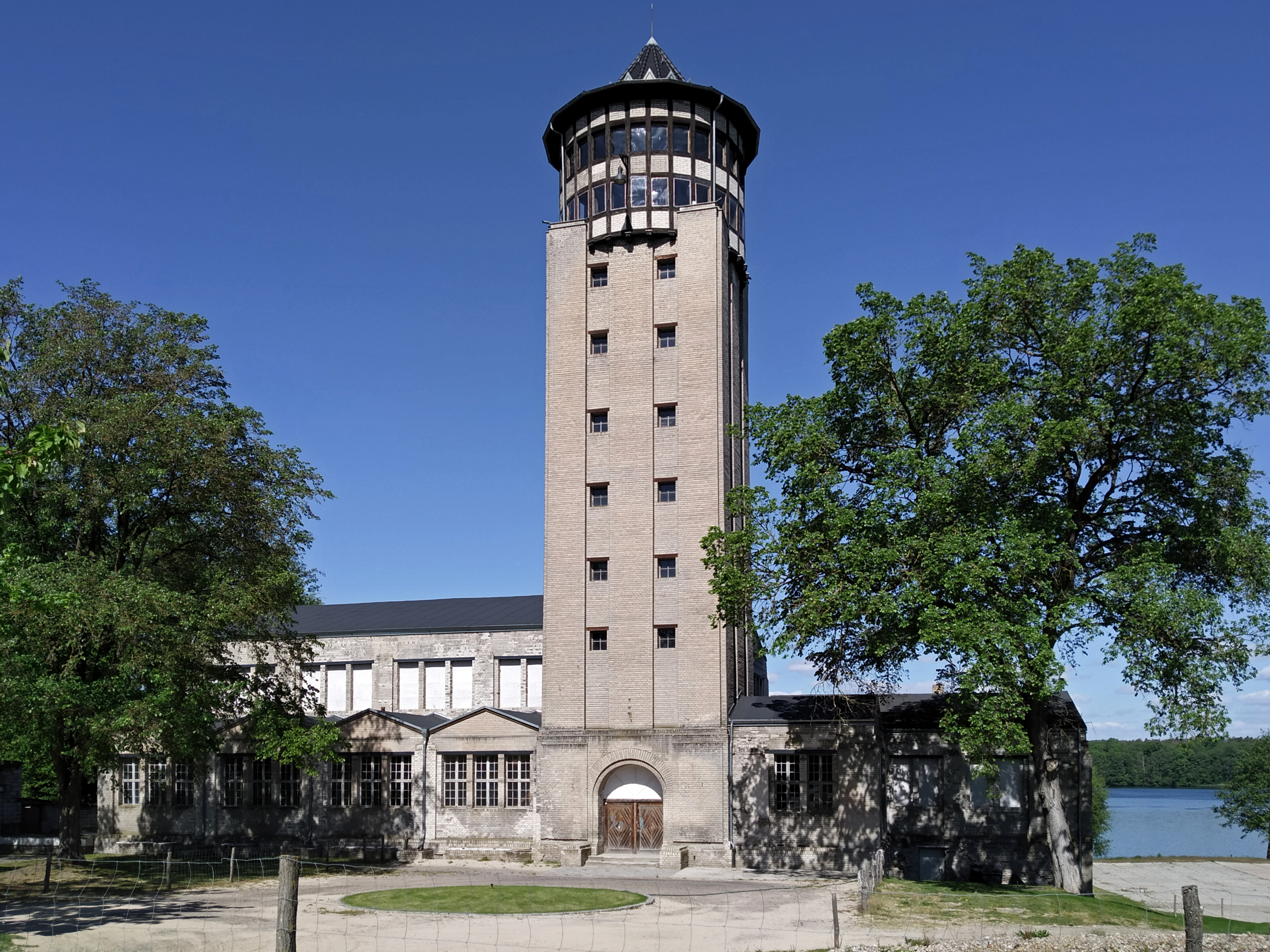
Turbinenhalle

## Gemeindepartnerschaft
- Neuburg am Rhein

## Freizeit- und Sportanlagen
Der Kleine Stienitzsee und der Große Stienitzsee (ca. 220 ha) mit einem neu erbauten Strandbad, Segelboothafen, Gastliegeplätze am gegenüber gelegenen Motorsportboothafen, Gartenanlagen, Angelvereine, Stienitzsee-Marathonlaufveranstaltungen „Stienitzsee Open 2016“ jeweils Anfang September.